# Flanquette

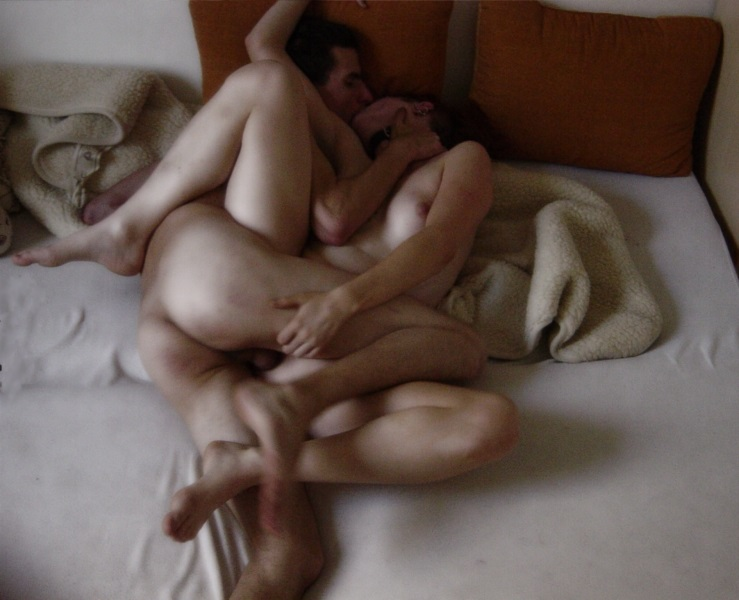
Während des Koitus liegt hier ein Oberschenkel des Mannes auf dem Venushügel der Frau.

Die Flanquette (auch Flanke genannt) ist eine heterosexuelle Sexstellung, bei der beide Partner auf der Seite liegen und sich halb zueinander wenden.

## Die Sexstellung
Beide Personen liegen beim Geschlechtsverkehr annähernd auf der Seite sowie halb einander zugewandt, wobei ein Schenkel der Frau zwischen den Beinen des Mannes liegt und ihr anderes Bein über seiner Lende. Beide Partner liegen entspannt ohne Anstrengung. Beide können sich so bewegen, dass der Penis in der Vagina langsam oder schnell, flach oder tief vor- und zurückgleitet. Der Oberschenkel des Mannes kann dabei durch Druck die Klitoris der Frau stimulieren.
Diese Sexstellung bietet Blickkontakt, einen engen körperlichen Kontakt und beliebige Bewegungsmöglichkeiten. Zudem sind auch Küsse im vorderen Oberkörperbereich möglich.